# Bomb'X
Bomb'X is een computerspel dat werd ontwikkeld en uitgeven door Mediagogo. Het spel werd uitgebracht in 1993. 

## Platforms
| Platform | Jaar |
| -------- | ---- |
| Amiga    | 1993 |
| Atari ST | 1993 |
| DOS      | 1993 |